# 小十二面二十面體
小十二面二十面體是一種星形均勻多面體，由20個正六邊形和12個正十邊形組成，索引為U50，對偶多面體為小十二面二十面六十面體，具有二十面體群對稱性，並且可以視為小二十面化截半二十面體的刻面多面體。

## 性質
小十二面二十面體共由32個面、120條邊和60個頂點組成。在其32個面中，有20個面是正六邊形面、12個面是正十邊形面，其中的20個正六邊形面又可以再分成10個一般的正六邊形面（施萊夫利符號：{6}）和10個反向相接的正六邊形面（施萊夫利符號：{6/5}）；其12個正十邊形面又可以再分成6個一般的正十邊形面（施萊夫利符號：{10}）和6個反向相接的正十邊形面（施萊夫利符號：{10/9}）。在其60個頂點中，每個頂點都是兩個正十邊形面和兩個正六邊形面的公共頂點，並且這些面在構成頂角的多面角時，以正十邊形、正六邊形、反向相接的正十邊形和反向相接的正六邊形的順序排列，在頂點圖中可以用(5.6.5/3.6)或(10.6.10/9.6/5)來表示。

### 尺寸
若小十二面二十面體的邊長為單位長，則其外接球半徑為：
{\displaystyle R={\frac {\sqrt {34+6{\sqrt {5}}}}{4}}\approx 1.72148932}
邊長為單位長的小十二面二十面體，中分球半徑為：
{\displaystyle R={\frac {\sqrt {6\left(5+{\sqrt {5}}\right)}}{4}}\approx 1.647278207}

### 二面角
小十二面二十面體共有兩種二面角，皆為六邊形和十邊形的二面角，但根據所在位置的不同，其角度也不同。這兩種二面角分別位於五角星坑洞的位置以及三角形坑洞的位置。
其中，位於五角星坑洞位置的六邊形和十邊形的二面角，其角度約為79.18768度：
{\displaystyle \arccos \left({\frac {\sqrt {15\left(5-2{\sqrt {5}}\right)}}{15}}\right)\approx 1.382085796\approx 79.187683036^{\circ }}
而位於五角星坑洞位置的六邊形和十邊形的二面角，其角度約為79.18768度：
{\displaystyle \arccos \left({\frac {\sqrt {15\left(5+2{\sqrt {5}}\right)}}{15}}\right)\approx 0.65235813978\approx 37.377368141^{\circ }}

## 相關多面體
小十二面二十面體與大星形截角十二面体共用相同的頂點佈局。其也與小雙三角十二面截半二十面體和小二十面化截半二十面體共用相同的邊佈局。
| 大星形截角十二面体 | 小二十面化截半二十面體 | 小雙三角十二面截半二十面體 | 小十二面二十面體 |